# Phlyctochytrium palustre
Phlyctochytrium palustre är en svampart som beskrevs av A. Gaertn. 1954. Phlyctochytrium palustre ingår i släktet Phlyctochytrium och familjen Chytridiaceae.   Inga underarter finns listade i Catalogue of Life.